# Alhué
Pour les articles homonymes, voir Paine.
Alhué est une ville et une commune du Chili dans la Province de Melipilla, elle-même située dans la région métropolitaine de Santiago.

## Géographie

### Situation
Alhué est située à une soixantaine de kilomètres au sud sud ouest de la capitale Santiago dans la zone centrale du Chili. Le territoire de la commune se trouve au milieu des collines de la Cordillère de la Costa.

### Démographie
En 2016, sa population s'élevait à 5 816 habitants. La superficie de la commune est de 845 km2 (densité de 7 hab./km2).

## Histoire
L'agglomération se constitue en 1739 à la suite de la découverte d'un gisement d'or sur son territoire. Une mine extrayant l'or, l'argent et le zinc est toujours en activité en 2017. La commune comprend également plusieurs vignobles.